# Медіа гегемонія
Медіа-гегемонія — це свідомий процес, за допомогою якого певні цінності та способи мислення, оприлюднені через засоби масової інформації, стають домінуючими в суспільстві. Це розглядається як зміцнення позицій капіталізму. Гегемонія засобів масової інформації являє собою вплив на те, як репортери в ЗМІ, підпорядковуючись переважаючим цінностям і нормам, вибирають новини і публікують їх.

## Форма гегемонії
Концепція поняття гегемонія вперше була висунута Антоніо Ґрамші (1971). За його трактуванням вона відноситься до морального, філософського та політичного керівництва соціальною групою, яке відбувається не силою, а за допомогою активної згоди інших соціальних груп, отриманої шляхом контролю над культурою та ідеологією. Протягом цього процесу провідна соціальна група здійснює свій вплив і набуває своєї легітимності переважно через соціальні механізми, такі як освіта, релігія, сім'я та засоби масової інформації. Виходячи з визначення гегемонії, медіа-гегемонія означає домінування певних аспектів життя і мислення шляхом проникнення домінуючої культури та її цінностей у суспільне життя. Іншими словами, гегемонія засобів масової інформації служить вирішальним формувачем культури, цінностей та ідеології суспільства. 
Наприклад, департаменти телевізійних новин розглядаються як продовження капіталістичного економічного порядку. Продукти засобів масової інформації містять повідомлення, які передають природу суспільства, характер відносин виробництва у ЗМІ та сферу інститутів та соціального процесу .. Отже, дуже важливо аналізувати роботу засобів масової інформації, щоб знайти приховані в них капіталістичні ідеології.

## Результати медіа-гегемонії
Гегемонія засобів масової інформації діє кількома способами в рамках новин. По-перше, це соціалізація репортерів, включаючи керівництво, а також певні трудові норми та орієнтації, які будуть сильно впливати на домінуючу ідеологію .. Тож таким чином основні цінності, якими вони діляться із аудиторією, будуть мати коріння саме із конкретної ідеології . Хоча журналісти заявляють, що вони є автономними від державних і маркетингових сил і що вони завжди стоять на стороні громадськості, не можна заперечувати, що ідеологія і контроль економічних інтересів зовсім не проникають їх роботу. Робітники сфери ЗМІ можуть несвідомо сприяти ідеологічній гегемонії шляхом використання культурних категорій і символів.
Варто зазначити, що репортери схильні вибирати і повідомляти про ті питання, які сприятливі для домінуючої ідеології та статусу-кво. Цей процес відбору перешкоджає соціальним змінам, поширюючи консервативні новини до громадськості. .
В більшості випадків журналісти, як правило, повідомляють ті новини, які підтримують їхню націю і є негативними для іноземних держав у глобалізованому спілкуванні. Вважається, що упереджене висвітлення новин перешкоджатиме міжнародним соціальним змінам (Artz, 2012). Таким чином ЗМІ можуть формувати негативні стереотипи про зарубіжні країни..